# Chris Kyle
Christopher Scott "Chris" Kyle (født 8. april 1974, død 2. februar 2013) var en amerikansk soldat i United States Navy SEALs. Han siges at være den mest dødbringende skarpskytte i det amerikanske forsvars historie med 160 påståede drab. Kyle gjorde tjeneste i Irak-krigen og blev tildelt flere udmærkelser for heltemodige handlinger i kamp. Han modtog to Silver Star-medaljer, fem Bronze Star-medaljer, én Navy, en Marine Corps Commendation Medalje samt talrige andre priser.
Kyle blev ærefuldt udskrevet fra den amerikanske hær i 2009 og skrev bestseller selvbiografien American Sniper, som blev udgivet i januar 2012. En filmatiseret udgave af bogen med titlen American Sniper, instrueret af Clint Eastwood, blev udgivet i december 2014. 
Den 2. februar 2013 blev Kyle skudt og dræbt ved en skydebane nær Chalk Mountain, Texas, hvor han var sammen med sin ven Chad Littlefield, der også blev dræbt. Den tidligere marinesoldat, Eddie Ray Routh, der blev anklaget for drabene, blev fundet skyldig i begge mord og senere idømt livsvarigt fængsel uden mulighed for prøveløsladelse.

## Tidlige liv
Kyle blev født i Odessa, Texas som den ældste af to sønner af Deby Lynn og Wayne Kenneth Kyle, der var henholdsvis søndagsskolelærer og diakon. Kyles far købte den første riffel til otte-årige Kyle, en 30-06 Springfield repeterriffel, og senere købte han et haglgevær, som de brugte til at jage fasaner, vagtler og hjorte. Kyle gik i high school i Midlothian, Texas. Efter sin skolegang blev Kyle professionel rodeorytter og arbejdede på en kvægfarm, men hans professionelle rodeokarriere endte brat, da han skadede sin arm.

## Militær karriere
Efter hans arm var helet, søgte han ind i militæret som U.S. Marine Corps med en speciel interesse i særlige operationer. En rekrut i U.S. Navy overbeviste ham om at søge ind i SEALS. Oprindeligt blev Kyle afvist på grund sin armskade, men han kom til sidst med i en 24-ugers Basic Underwater Demolition/SEAL (BUD/S) træning, som han tiltrådte i 1999.
Kyle deltog som delingsfører "Charlie" (senere "Cadillac") ad fire omgange i mange større slag i Irak-krigen i Seal Team 3, der var skarpskyttedeling, under Naval Special Warfare Command. Hans første langtrækkende drabsskud skete under den indledende invasion, da han skød en kvinde, som nærmede sig en gruppe marinesoldater, mens hun bar på en håndgranat. En artikel i CNN rapporterede, at kvinden havde et lille barn ved hånden. Som befalet åbnede han ild og dræbte kvinden, før hun kunne angribe. Han oplyste senere, at kvinden allerede var død. Kyle mente selv, at han sørgede for, at hun ikke kunne tage nogen marinesoldater med sig. Grundet hans fremragende resultater som skarpskytte under hans tjeneste i Ramadi kaldte oprørene ham Shaitan Ar-Ramadi (dansk: 'Djævlen af Ramadi') og udlovede en dusør på $21.000 for hans hoved, hvilket senere blev hævet til $80.000. Man opsatte skilte, som viste korset på hans arm, så man kunne identificere ham. I sin bog "American Sniper" beskriver Kyle sit længste succesfulde skud nogensinde, hvor han i 2008 uden for Sadr City dræbte han en oprører, som var i gang med at fyre en manuel panserværnsgranatkaster (RPG) af mod en amerikansk konvoj med et "heldigt skud" fra sin McMillan Tac-338 riffel fra en afstand af omkring 1.920 meter.
Chris Kyle blev berømt under øgenavnet "Legend", blandt de brede infanterier og marinesoldaterne, som han skulle beskytte. Denne titel opstod oprindeligt i spøg blandt kolleger i SEALs, efter at han havde forespurgt om orlov til at uddanne andre skarpskytter i Fallujah. I løbet af fire ture i tjeneste i Irakkrigen blev Kyle skudt to gange og overlevede seks separate vejsidebomber.

### Antal drab som skarpskytte
Mens hverken Pentagon, Navy eller SOC har kommenteret påstanden om, at Chris Kyle skulle være en af de mest effektive skarpskytter nogensinde, er det nøjagtige antal snigskyttedrab uklart. For at blive talt som bekræftet "skulle de stort set have set personen falde og være klart død" ifølge Jim DeFelice, en af medforfatterne på Kyles selvbiografi. Kyles skudrapporter, som udfyldes af skarpskytter efter hver mission, blev afleveret til hans overordnede, som arkiverede disse, i tilfælde af at ét af drabene skulle blive anfægtet som uden for Rules of Engagement. Wayne V. Hall, talsmand for hæren, har imidlertid udtalt, at "den amerikanske hær opbevarer ikke nogen form for rapporter, officielle eller uofficielle, over antallet af bekræftede drab", og talsmanden for U.S. Special Operations Commands, Ken McGraw, udtaler, at SOC betragter en skarpskyttes score som "uofficiel": "Hvis det overhovedet er muligt, undgår vi at rapportere den slags tal. Det er så svært at bevise." Forlæggeren HarperCollins udtaler, at "Pentagon har officielt bekræftet mere end 150 af Kyles drab (den tidligere rekord for USA var 109), men man har afvist at verificere det forbløffende tal i denne bog". Kyle skrev i sin biografi: "Hæren tilskriver mig flere drab som skarpskytte end nogen anden amerikansk soldat, levende eller død. Det er vel sandt. Antallet, de nævner, skifter. Én uge er det 160 (det “officielle” antal i denne bog, hvad det så end er værd), så er det meget højere, så er det midt imellem. Hvis du vil have et tal, så spørg hæren — du kan måske endda få sandheden af dem, hvis du fanger dem på den rigtige dag."

### Våben
Som andre skarpskytter blev han ofte spurgt om sine fortrukne våben. Mens han blev uddannet, brugte han fire forskellige rifler for at kunne vurdere, hvilket våben der er det mest nyttige i en given situation. I felten brugte han følgende:
- En semiautomatisk 7.62 NATO Mk 11 skarpskytteriffel (almindelig patrulje).
- En 5.56 NATO Mk 12 Designated Marksman Rifle modificeret med nedre låsecylinder fra en M-4 for at få en sammenklappelig bestand og tillade fuld auto (til bypatruljer).
- En .300 Winchester Magnum M24 finskytteriffel med MacMillan-lagre og tilpassede løb, senere erstattet med en 300 Winchester Magnum Accuracy International. Disse to rifler var dem, der blev brugt mest til overvågning.
- En .50 M109. Aldrig brugt i Irak og ikke en personlig favorit for Chris Kyle.

## Post-militære karriere
Kyle forlod den amerikanske hær i 2009 og flyttede til Midlothian, Texas med sin kone, Taya, og deres to børn. Han var leder af Craft International, et taktisk træningsselskab for det amerikanske militær og politi.
I 2012 udgav HarperCollins Kyles selvbiografiske bog American Sniper. Kyle havde oprindeligt tøvet med at skrive bogen, men blev overtalt til at udgive den, fordi andre bøger om SEALs var undervejs. I sin bog skrev Kyle ligeud om sine oplevelser. Om kampen om kontrollen over Ramadi siger han: "Styrke ændrer kampen. Vi dræbte de slemme fyre og bragte lederne til forhandlingsbordet. Det er sådan, verden fungerer." I bogen og i interviews derefter udtalte Kyle, at han ikke fortryder sine gerninger som skarpskytte; som han sagde: "Jeg var nødt til at gøre det for at beskytte marinesoldaterne." American Sniper var på The New York Times bestsellerliste i 37 uger og gjorde Kyle kendt i hele USA. Efter udgivelsen udfordrede artikler i mediernes nogle af Kyles anekdoter, men kernen i hans fortælling var bredt accepteret. "Fortællinger om hans heltemod på slagmarken var allerede kendt i enhver gren af de væbnede styrker," skriver Michael J. Mooney, forfatter af Kyles biografi.
Kyle slog sig sammen med FITCO Cares Foundation, en nonprofit-organisation, som oprettede Heroes Project for at sørge for gratis fitnessudstyr til hjemmet, individuelle træningsprogrammer, personlig træning og anden hjælp til veteraner med handicap, Gold Star familier og dem, som lider af posttraumatisk stress. Den 13. august 2012 var Kyle med i et realityshow Stars Earn Stripes, hvor berømtheder bliver sat sammen med professionelle, som har arbejdet inden for specialstyrker eller politi. Berømthederne bliver trænet i våben og kampteknik. Kyle blev sat sammen med skuespilleren Dean Cain.

## Død
Den 2. februar 2013 blev Kyle og hans kammerat, Chad Littlefield, skudt og dræbt ved Rough Creek Ranch-Lodge-Resort skydebane i Erath County, Texas. Begge var bevæbnet med en .45-kaliber 1911-style pistol, da de blev dræbt, men ingen af pistolerne var blevet taget ud af hylsteret eller affyret. Sikkerhedslåsene var stadig på. Kyle blev dræbt med en .45-kaliber pistol, mens Littlefield blev skudt med en 9mm SIG Sauer håndpistol. Begge pistoler tilhørte Kyle.
Manden, der skød, var Eddie Ray Routh, en 25-årig amerikansk veteran, som tidligere havde været i tjeneste som marinesoldat og kom fra Lancaster, Texas. Kyle og Littlefield havde efter sigende taget Routh ud til skydebanen for at hjælpe ham med sin posttraumatiske stress. Routh havde været på psykiatrisk hospital i mindst to år og blev diagnosticeret med skizofreni. Hans familie oplyste også, at han havde lidt af PTSD efter hans tjeneste i militæret. Efter drabene gik Routh hen til sin søsters hus i Midlothian og fortalte hende, hvad han havde gjort. Hans søster, Laura Blevins, ringede til den amerikanske alarmcentral (9-1-1) og fortalte til vagthavende, at "De tog ud på en skydebane... Altså, han er helt skør. Han er [ekspletiv] psykotisk." Det lokale politi fangede Routh efter en kort motorvejsjagt, som sluttede, da Routh, der flygtede i Kyles Ford F-350, blev kørt af vejen af en politivogn i et sving i Lancaster.
En mindegudstjeneste blev holdt for Kyle ved Cowboys Stadium i Arlington, Texas, den 11. februar 2013. Kyle blev begravet den 12. februar 2013 ved Texas State Cemetery i Austin efter et ligtog fra Midlothian til Austin og en køretur på mere end 320 km. Hundredvis af mennesker stillede sig ved Interstate 35 for at se ligtoget og vise deres respekt for Kyle.
Routh blev 2. februar 2013 anklaget for to tilfælde af drab og blev ført til Erath County Jail og tilbageholdt med et kautionsbeløb på 3 millioner dollar. Hans retssag blev sat til at begynde 5. maj 2014, men blev udskudt for at give mere tid til at opfylde DNA-testkrav. Retssagen begyndte i stedet 11. februar 2015.
Den 24. februar 2015 blev Routh fundet skyldig i drabene på Kyle og Littlefield, efter at juryen havde voteret i tre timer. Dommeren Jason Cashon idømte straks Routh livsvarigt fængsel uden mulighed for prøveløsladelse.

## Betydning i eftertiden
I august 2013 underskrev Texas guvernør Rick Perry Senatet 'Bill 162,' også kendt som "Chris Kyle Bill", som anerkendte militær uddannelse i udstedelse af erhvervsmæssige licenser. Lovforslaget var lavet sammen med den republikanske repræsentant Dan Flynn i Van og den demokratiske senator Leticia Van de Putte i San Antonio. Ceremonien blev overværet af Kyles enke Taya.
Et mindesmærke i form af en statue af Kyle blev skabt af billedhuggeren Greg Marra. Medlemmer af Tea Party bevægelsen sørgede for at skaffe penge til fremstillingen statuen.
Clint Eastwoods film American Sniper fra 2014 er baseret på Kyles selvbiografi. Kyle bliver i filmen spillet af Bradley Cooper,og hans kone Taya Kyle af Sienna Miller. For sin rolle som Kyle modtog Cooper en Oscar-nominering for bedste skuespiller, og filmen blev nomineret i fem andre kategorier, herunder bedste film. Filmen vandt Academy Award for Best Sound Editing.
Den 2. februar 2015, præcis to år efter drabet på Kyle, erklærede Texas guvernør Greg Abbott dagen for at være "Chris Kyle Day" til hans ære. 

## Priser og medaljer
|                                                                                       |                     |                     |
| Gold award star                                                                       |                     |                     |
|                                                                                       | Gold award star     |                     |
|                                                                                       | Bronze service star | Bronze service star |
| Bronze service star · Bronze service star                                             |                     | Bronze service star |
| Bronze service star · Bronze service star · Bronze service star · Bronze service star |                     |                     |
| Bronze service star · Bronze service star · Bronze service star                       |                     |                     |
|                                                                                       |                     |                     |

| Emblem  | SEAL Insignia                                           | SEAL Insignia                                           | SEAL Insignia                               | SEAL Insignia                               | SEAL Insignia                                         | SEAL Insignia                                         |
| 1 række | Silver Star (2)                                         | Silver Star (2)                                         | Bronze Star Medal (5) med Combat V          | Bronze Star Medal (5) med Combat V          | Navy and Marine Corps Commendation Medal med Combat V | Navy and Marine Corps Commendation Medal med Combat V |
| 2 række | Navy and Marine Corps Achievement Medal (2) w/ Combat V | Navy and Marine Corps Achievement Medal (2) w/ Combat V | Combat Action Ribbon (2)                    | Combat Action Ribbon (2)                    | Navy Presidential Unit Citation                       | Navy Presidential Unit Citation                       |
| 3 række | Joint Meritorious Unit Award                            | Joint Meritorious Unit Award                            | Navy Unit Commendation med service star     | Navy Unit Commendation med service star     | Navy Meritorious Unit Commendation med service star   | Navy Meritorious Unit Commendation med service star   |
| 4 række | Navy Good Conduct Medal w/ 2 service stars              | Navy Good Conduct Medal w/ 2 service stars              | National Defense Service Medal              | National Defense Service Medal              | Armed Forces Expeditionary Medal med service star     | Armed Forces Expeditionary Medal med service star     |
| 5 række | Iraq Campaign Medal w/ 4 campaign stars                 | Iraq Campaign Medal w/ 4 campaign stars                 | Global War on Terrorism Expeditionary Medal | Global War on Terrorism Expeditionary Medal | Global War on Terrorism Service Medal                 | Global War on Terrorism Service Medal                 |
| 6 række | Sea Service Deployment Ribbon w/ 3 service stars        | Sea Service Deployment Ribbon w/ 3 service stars        | Rifle Marksmanship Medal                    | Rifle Marksmanship Medal                    | Pistol Marksmanship Medal                             | Pistol Marksmanship Medal                             |
| Emblem  | Navy and Marine Corps Parachutist Insignia              | Navy and Marine Corps Parachutist Insignia              | Navy and Marine Corps Parachutist Insignia  | Navy and Marine Corps Parachutist Insignia  | Navy and Marine Corps Parachutist Insignia            | Navy and Marine Corps Parachutist Insignia            |

## Læs videre
- Mooney, Michael J., The Life and Legend of Chris Kyle: American Sniper, Navy SEAL (e-book, 70 pp.), Little, Brown and Company (an imprint of Hachette), April 23, 2013